# 박중민
박중민(1963년 ~)은 대한민국의 방송인이며, 현재는 계열사 KBSN 대표이사이다. KBS의 예능 프로그램의 편성 기획을 총괄하는 KBS 예능운영팀의 총괄 팀장을 역임하여, 2020년 3월 계열사 KBSN의 대표이사로 발령받았다.

## 제작 프로그램
- 가족오락관
- 전국 노래자랑
- 부부클리닉 사랑과 전쟁 (시즌 1)
- 스펀지 0
- 위기탈출 넘버원
- 이소라의 프로포즈
- 개그콘서트

## 경력
- KBS 예능본부 PD
- KBS TV제작본부 예능운영팀장
- KBS 예능본부 편성기획팀장 (국장급)
- KBS 예능본부 센터장 (본부장급)
- KBSN 대표이사 사장 (2020년 3월~2022년)